# Amato

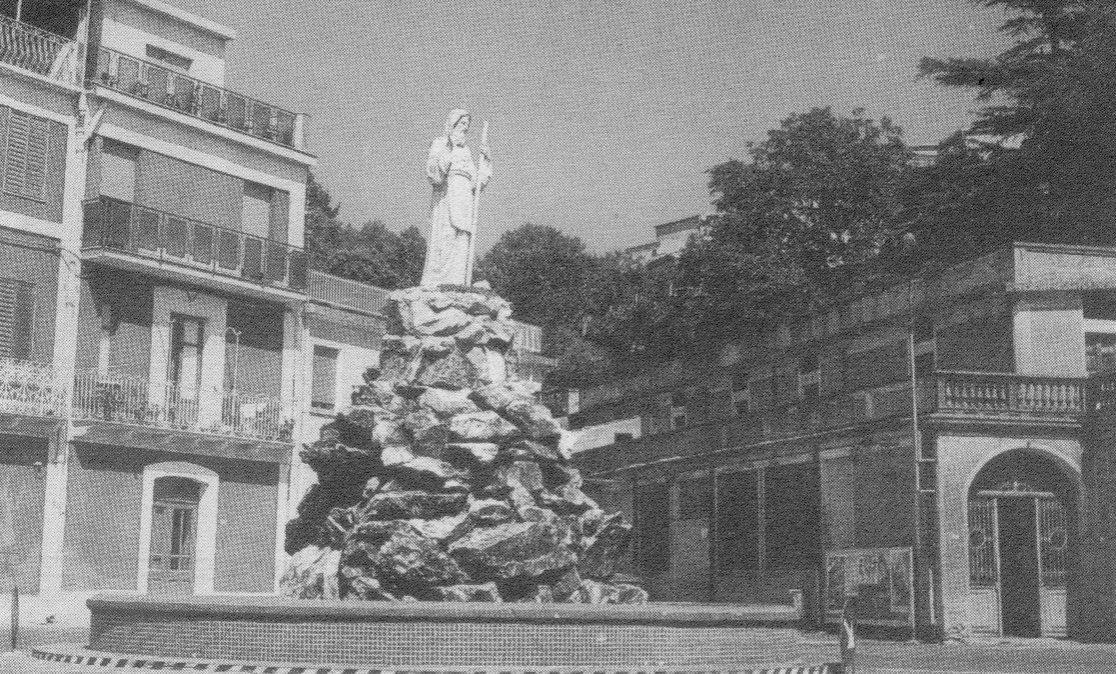
Amato

Amato (tiếng Hy Lạp: Amathous) là một đô thị thuộc tỉnh Catanzaro trong vùng Calabria của Italia. Đô thị này có dân số thời điểm năm là người.
Amato là một trong những thị xã cổ nhất ở Calabria. Đô thị này đã được nhà triết học Hy Lạp Aristotle đề cập, ông gọi đây là "Portus Amati Fluminis" (bến cảng sông Amato). Còn Pliny Anh thì gọi địa danh này trong cuốn sách của ông là "Sinus Lametinus" (bến cảng Lametino).
Bản mẫu:Arbëreshë villages and towns